# Árpád-házi Sarolta magyar királyné
Árpád-házi Sarolta (994 körül - 1044 után) Géza fejedelem és Sarolt kései leánya, Aba Sámuel király neje, utóbbi révén magyar királyné. 

## Élete
István 1010 körül a kabar származású Aba Sámuelhez adta feleségül. Orseoló Péter elűzése után férjéből király, belőle királyné lett. Miután Sámuelt végül 1044-ben a ménfői csatában legyőzték, neje családjával a Tisza vidékére menekült, további sorsáról, fiairól nem tudni, de a későbbi Abák valószínűleg a leszármazottai voltak. 

## Családja
Fia volt valószínűleg az az Aba Péter ispán, kit egy 1067-es oklevél említ. 